# Эймсбери, Алексия
Алексия Эймсбери (англ. Alexia Amesbury; род. 1951, Праслен, Маэ) — сейшельская политическая деятельница. Участвовала в президентских выборах 2015 года от Сейшельской партии за социальную справедливость и демократию и стала первой женщиной, принявшей участие в президентских выборах в этом государстве в качестве кандидатки на должность.

## Биография
Родилась на Праслене и выросла в монастыре Сент-Елизабет на Сейшельских Островах, пока не переехала в Кению в 1961 году, где получила образование.
По профессии юрист. В возрасте 37 лет уехала учиться в Великобританию, чтобы изучать право, а затем поступила в Лондонскую школу экономики и политических наук, где получила степень магистра международного права.
В 2015 году стала первой женщиной, принявшей участие в президентских выборах на Сейшельских Островах в качестве кандидатки. В первом туре получила в общей сложности 803 голоса. Ей не удалось пройти в следующий тур голосования и она поддержала кандидатуру Уовела Рамкалавана во втором туре.
После того, как Джеймс Аликс Мишель одержал победу на президентских выборах 2015 года, Алексия Эймсбери заявила, что результаты выборов недействительны в соответствии с Конституцией Сейшельских Островов, так как кандидат не может быть избран президентом, если не получит более половины голосов во время выборов.
В 1972 году вышла замуж за англичанина, от которого у неё родилось шестеро детей. В 1988 году пара развелась.